# Boothia (schiereiland)
Boothia is een schiereiland in Nunavut, Canada. Het noordelijkste punt ligt direct onder Somerseteiland. Dit punt, Kaap Murchison genaamd, is ook het noordelijkste punt van het vaste land van Canada en van heel Noord-Amerika.

## Ontdekking
Het schiereiland werd in 1829 ontdekt door James Ross, waarna hij het vernoemde naar de financier van zijn expeditie, Sir Felix Booth. In 1831 heeft Ross aan de westkust van het schiereiland voor het eerst de magnetische noordpool gelokaliseerd. Hierna hebben ook andere ontdekkingsreizigers het schiereiland bezocht, waaronder John Franklin en Roald Amundsen.

## Geografie
Aan de noordkust wordt Boothia gescheiden van Somerseteiland door de Straat Bellot. Ten oosten en zuidoosten ligt de Golf van Boothia, ten westen de Larsen Sound en ten noordwesten de Franklin Strait die de verbinding vormt naar de Peel Sound.
Aan de oostkust wordt het begrensd door de Babbage Baai en de Abernathy Baai. In het westen liggen de Paisley Baai en de Wrottesley Inham. Het schiereiland heeft een oppervlakte van 32.320 km².